# L'amica geniale (romanzo)
L'amica geniale è un romanzo italiano di Elena Ferrante, pubblicato nel 2011. È il primo volume della serie letteraria omonima, che proseguirà con altri tre romanzi: Storia del nuovo cognome (2012), Storia di chi fugge e di chi resta (2013), Storia della bambina perduta (2014).

## Trama
Il romanzo è suddiviso in due parti, "Infanzia" e "Adolescenza", ed è dedicato alla storia di due bambine, Elena (Lenù) e Raffaella (Lila), di un rione malfamato della periferia di Napoli. Entrambe molto intelligenti, insofferenti delle rigide regole di comportamento del rione dove abitano, negli anni dell'infanzia si legano di un'amicizia stretta; con la fine della scuola elementare, però, le loro vite si separano, perché per ragioni economiche il padre di Lila, calzolaio, non può farle continuare gli studi; il padre di Lenù, usciere comunale, riesce invece a permettere alla figlia di proseguire alle scuole medie e poi al ginnasio. I percorsi delle due ragazzine continuano però a intrecciarsi, anche se la loro amicizia si fa via via più conflittuale e si trasforma ancor più quando intervengono le prime complicazioni sentimentali. L'ultima pagina narra il matrimonio di Lila, appena quindicenne, con Stefano Carracci, giovane salumiere di 22 anni.
Il libro si apre con le poche pagine del prologo ("Cancellare le tracce"), che con forte prolessi narrativa presenta un adulto, figlio di Lila e Stefano, che chiede invano aiuto a Lenù per ritrovare la madre, improvvisamente scomparsa senza lasciare alcuna traccia.
La narrazione è condotta in prima persona da Elena; attraverso il suo sguardo si scopre una folla di personaggi, una quantità di ambienti e di usanze, di una Napoli che dalle difficoltà del dopoguerra si apre progressivamente a un modesto benessere, incoraggiato o minacciato dalla presenza della malavita, violenta soprattutto contro le donne.

## Personaggi principali
Elena GrecoDetta Lenù o Lenuccia, più raramente Lena, è la protagonista del romanzo che svolge anche la funzione di narratrice. Primogenita della famiglia Greco, ha due fratelli e una sorella: Peppe, Gianni ed Elisa. Sin da piccola mostra una grande bravura a scuola, ma rimane sempre un passo dietro a Lila. Sarà l'unica delle due a proseguire gli studi oltre la quinta elementare fino alla laurea ed è per questo definita da Lila la sua "amica geniale".
Raffaella CerulloDetta Lina da tutti e Lila solamente da Elena, co-protagonista; la sua sparizione in tarda età è il motivo che spinge Elena a raccontare la sua storia. Ha un cervello brillante e un'intelligenza che appare a tutti "fuori dal comune", sa essere affascinante, ma è anche definita sin dalle prime pagine come una bambina "cattiva". La sua famiglia non le permetterà di proseguire gli studi oltre la quinta elementare. Sposa all'età di sedici anni Stefano Carracci, quando ormai è la ragazza più bella del rione.
Stefano CarracciFiglio di Don Achille e Maria Carracci e fratello di Pinuccia e Alfonso. Sposa Lila riuscendo ad avere la meglio su Marcello Solara, che tentava invano di corteggiarla.
Don Achille CarracciPersonalità importante all'interno del rione, immaginato dalle due protagoniste bambine come un "orco cattivo" e temuto da tutti in quanto malavitoso e borsanerista. Muore assassinato.
Pasquale e Carmela PelusoFigli di Alfredo Peluso (arrestato per l'omicidio di Don Achille), amici di Elena e Lila. Pasquale ha forti convinzioni comuniste.
Melina CappuccioLa "vedova pazza", perde definitivamente il senno dopo essere stata sedotta e abbandonata da Donato Sarratore, un uomo sposato con cui aveva intrattenuto una relazione segreta. Madre di Antonio e Ada.
Antonio CappuccioFa parte del gruppo di amici di Elena e Lila. Si fidanza con Elena durante l'adolescenza.
Giovanni "Nino" SarratoreFiglio di Donato Sarratore, lascia il rione a causa della scappatella del padre con Melina. Fin da piccola Elena è infatuata di lui.
Marcello e Michele SolaraSono figli del proprietario del bar-pasticceria del rione. Dopo la morte di Don Achille, la famiglia Solara assume le redini di tutti gli affari loschi all'interno del rione.
Maestra OlivieroDocente elementare di Lila ed Elena, la quale fa pressione sulla famiglia Greco e, senza successo, sui Cerullo per far continuare gli studi alle sue alunne più dotate, nelle quali ha sempre visto capacità di fare «grandi cose».

## Adattamento televisivo
Nel 2017 la televisione statunitense HBO annunciò la produzione di una serie in otto puntate basate appunto sul romanzo della Ferrante. Si tratta di una serie prodotta con Rai Fiction, TIMvision, Wildside e Fandango, girata in Italia e recitata principalmente in napoletano, intitolata proprio L'amica geniale, come il primo romanzo della tetralogia letteraria. Negli Stati Uniti d'America (dove il titolo è My Brilliant Friend) la trasmissione è iniziata il 18 novembre 2018, mentre in Italia è stata trasmessa da Rai 1 e TIMvision dal 27 novembre al 18 dicembre. La regia della prima stagione è di Saverio Costanzo; i due personaggi principali sono interpretati da Elisa Del Genio e Ludovica Nasti (Elena e Lila bambine), e da Margherita Mazzucco e Gaia Girace (Elena e Lila adolescenti).